# كارولا باليزتينا
كارولا باليزتينا (بالإسبانية: Carola Baleztena)‏ هي ممثلة إسبانية، ولدت يوم 10 يناير 1980 في مدريد في إسبانيا.

## روابط خارجية
- كارولا باليزتينا على موقع IMDb (الإنجليزية)

لم يتم العثور على روابط لمواقع التواصل الاجتماعي.